# Josef Posipal
Josef «Jupp» Posipal (Lugoj, Reino de Rumania, 20 de junio de 1927-Hamburgo, 21 de febrero de 1997) fue un futbolista alemán que jugaba como defensa.
Su hijo Peer y su nieto Patrick también fueron futbolistas. En 2006, se creó una piedra conmemorativa en su honor en Wölpinghausen.

## Fallecimiento
Murió el 21 de febrero de 1997 de una insuficiencia cardíaca, a la edad de 69 años.

## Selección nacional
Fue internacional con la selección de Alemania Federal en 32 ocasiones y convirtió un gol. Fue campeón del mundo en 1954, donde jugó la famosa final contra Hungría conocida como el Milagro de Berna.

### Participaciones en Copas del Mundo
| Mundial                        | Sede  | Resultado | Partidos | Goles |
| ------------------------------ | ----- | --------- | -------- | ----- |
| Copa Mundial de Fútbol de 1954 | Suiza | Campeón   | 5        | 0     |

## Clubes
| Club             | País             | Año       |
| ---------------- | ---------------- | --------- |
| Arminia Hannover | Alemania ocupada | 1946-1949 |
| Hamburgo         | Alemania Federal | 1949-1958 |

## Palmarés

### Campeonatos regionales
| Título        | Club     | País             | Año  |
| ------------- | -------- | ---------------- | ---- |
| Oberliga Nord | Hamburgo | Alemania Federal | 1951 |
| Oberliga Nord | Hamburgo | Alemania Federal | 1952 |
| Oberliga Nord | Hamburgo | Alemania Federal | 1953 |
| Oberliga Nord | Hamburgo | Alemania Federal | 1955 |
| Oberliga Nord | Hamburgo | Alemania Federal | 1956 |
| Oberliga Nord | Hamburgo | Alemania Federal | 1957 |
| Oberliga Nord | Hamburgo | Alemania Federal | 1958 |

### Copas internacionales
| Título                 | Selección        | Sede  | Año  |
| ---------------------- | ---------------- | ----- | ---- |
| Copa Mundial de Fútbol | Alemania Federal | Suiza | 1954 |

### Distinciones individuales
| Distinción                                     | Año  |
| ---------------------------------------------- | ---- |
| Placa de Honor de Plata de la ciudad de Múnich | 1954 |
| Medalla deportiva de la ciudad de Hamburgo     | 1954 |
| Insignia de Honor de Oro de la DFB             | 1955 |
| Anillo de Oro del Hamburgo SV                  | 1958 |

## Condecoraciones
| Distinción      | Año  |
| --------------- | ---- |
| Laurel de Plata | 1954 |